# Palts (verblijfplaats)

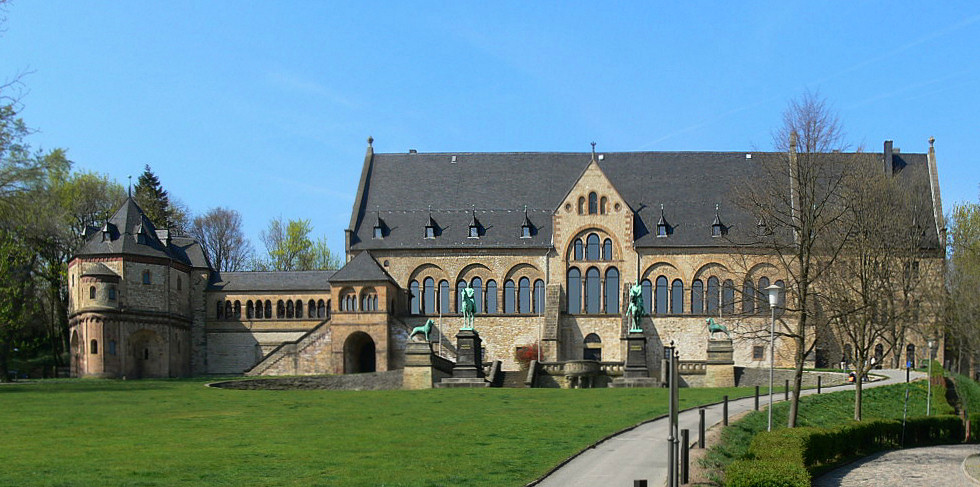
Keizerpalts Goslar

Een palts is een niet verdedigbare koninklijke verblijfplaats in een geheel van residenties dat als een netwerk over het Frankenrijk en later het Duitse Rijk verspreid lag. Het woord is afgeleid van het Latijnse palatium (paleis).

## Geschiedenis
In de vroege middeleeuwen hadden de koningen geen vaste verblijfplaats, maar reisden ze het land rond, trekkend van palts naar palts. Dat was nodig om het contact met de lokale leiders te onderhouden. Ook was het een vorm van belastingheffing in natura, aangezien de geldeconomie was weggevallen. De koning en zijn gevolg werden gedurende hun verblijf op de palts onderhouden uit de daartoe opgespaarde opbrengsten van de streek.
Telkens als men halt hield, werd er een zitting gehouden, waar de vorst de bestuurszaken met betrekking tot de streek doornam en recht sprak over de grotere misdadigers. Dit was onvermijdelijk; de enorme afstanden, de slechte verbindingen en de beperkte transportmiddelen maakten het zo goed als onmogelijk om vanuit een centrale residentie te regeren. Vooral toen het rijk een grote omvang gekregen had onder Karel de Grote werd dit probleem nijpend. Het gebeurde regelmatig dat een deel van het rijk weer in opstand kwam zodra hij ergens anders was. De Saksen deden dat in 778 bijvoorbeeld. Karel had daarom een aantal residenties, Nijmegen was daar een van. Er werd in 830 bijvoorbeeld een belangrijk familieberaad gehouden om de burgeroorlog te beslechten.
Vanaf het midden van de 12e eeuw begonnen de Franse koningen te streven naar een gecentraliseerde staat waarvan het erfelijk koningschap het middelpunt vormde. Zo ontstond langzaam een hechte natie, georganiseerd rond de hoofdstad Parijs. Er bestond voor de vorst dus geen dwingende reden meer om de palatii aan te houden of om rond te trekken; dat laatste deed hij enkel nog voor zijn plezier, bij voorkeur in de aangename en wildrijke Loire-vallei waar dan ook een echt kastelenlandschap is ontstaan.
In het Heilige Roomse Rijk lag dat anders. Tot aan zijn opheffing in 1806 vormde het een los-vaste federatie van vorstendommen in onderling samenwerkingsverband en geen gecentraliseerde staat. Toch had het een koning, die zich echter tot het algemeen Rijksbelang diende te beperken en zich niet diende te mengen in de interne aangelegenheden van de verschillende samenstellende hertogdommen en graafschappen. Die koning werd gekozen onder de vorsten van het Rijk; hij was een primus inter pares. Om evenwel niemand het thuisvoordeel te geven, had het Rooms-Duitse Rijk geen hoofdstad; het centrum was steeds dáár waar de koning zich bevond. Deze trok van residentie naar residentie. Daarom bleef de noodzaak om de palatii, de paltsen aan te houden bestaan.

## Een reizende hofhouding
Resideren met een hofhouding van enkele honderden, raadsbesprekingen houden en grote publieke rechtszittingen organiseren vergde infrastructuur. Een palts met veel personeel vormde zo een uitgebreid complex, met minstens een woning voor iedereen, een kerk en een grote hoeve. Ze bevonden zich in de buurt van bisschopsvestigingen, grote abdijen en aanvankelijk ook op de plaats van oude Romeinse steden, of ze vormden het centrum van een groot landelijk kroondomein of koningsgoed.
Er bestond geen vastgelegd reisschema of systematische manier van rondtrekken. Men ging daar waar de vorst het nodig achtte. Bijzonder belangrijk waren de winterpaltsen, waar de koning het koude seizoen doorbracht, en de feestpaltsen, het centrum van grote religieuze plechtigheden met de paasviering als belangrijkste.

## Selectie van paltsen
| - Akense koningspalts - Attigny, in Frankrijk - Bazel, in Zwitserland - Cheb, in Tsjechië - Dahlum - Dortmund - Duisburg - Forchheim - Frankfurt am Main - Gelnhausen - Keizerpalts Goslar - Grona - Haguenau, in de Elzas - Herstal - Keizerpalts Ingelheim - Kaiserslautern - Kaiserswerth - Keulen | - Maagdenburg - Mainz - Memleben - Merseburg - Neurenberg - Paderborn - Pöhlde - Quedlinburg - Speyer (historisch: Spiers) - Tilleda - Trebur - Trifels - Wimpfen - Werla - Worms - Zürich |

In Nederland hebben (waarschijnlijk) paltsen gestaan in Asselt, Nijmegen (zie Valkhofpalts), Utrecht (zie Lofen), Meerssen en Zutphen.